# Кёльнер, Эберхард
Эберхард Кёльнер (род. 29 сентября 1939 года, Штасфурт, Германия) — немецкий военный летчик, заслуженный военный лётчик ГДР (1979), космонавт-исследователь, отобранный в качестве дублера для полета на  космическом корабле Союз 31 Зигмундом Йеном. Выпускник Военно-воздушной академии имени Ю. А. Гагарина (1970).

## Биография
Эберхард Кёльнер родился 29 сентября 1939 года в городе Штасфурт, Германия. Военное образование получил в Офицерском колледже ВВС имени  Франца Меринга. С 1966 по 1970 год учился в Военно-воздушной академии имени Ю. А. Гагарина в подмосковном городе Монино.
В ноябре 1976 года был одним из четырех военнослужащих ГДР, отобранных для  проведения подготовки в космонавты по программе Интеркосмос-1. В 1976 году Эберхард Кёльнер прибыл в Москву для прохождения медкомиссии третьего этапа отбора в Центре подготовки космонавтов имени Ю. А. Гагарина. Попал в число двух членов, отобранных для полета на космическом корабле и его дублера. Стал космонавтом-исследователем, прошел двухлетнюю подготовку в качестве дублера Зигмунда Йена. Зигмунд Йен стал первым немецким космонавтом,  совершившим 26 августа 1978 года с Валерием Быковским полет в космос с посещением орбитальной станции Салют-6.
В последующем Эберхард Кёльнер стал начальником Военно-воздушной Академии ГДР в звании Оберста (высшее воинское звание офицерского состава в Вооруженных силах Германии, находится по старшинству между воинскими званиями оберст-лейтенанта и бригадного генерала). После объединения Германии отказался служить в немецком Бундесвере и ушёл в отставку. В настоящее время работает в частном секторе немецкой промышленности.

## Семья
Эберхард Кёльнер женат, имеет двоих детей.